# Juusjärvi
Juusjärvi är en sjö i Kyrkslätts kommun i Finland.   Den ligger i landskapet Nyland, i den södra delen av landet, 28 km väster om huvudstaden Helsingfors. Juusjärvi ligger 30,9 meter över havet. Arean är 1,9 kvadratkilometer och strandlinjen är 8,14 kilometer lång. Sjön  ingår i Finska vikens kustområde.   I omgivningarna runt Juusjärvi växer i huvudsak blandskog.
I övrigt finns följande i Juusjärvi:
- Kuntoholmen (en ö)